# Sojuz 4

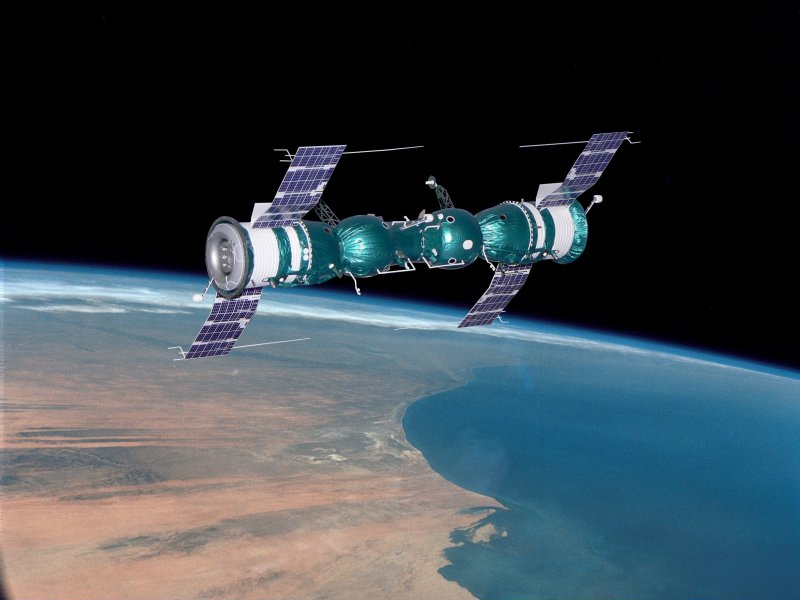
Sojuz 4 w kosmosie (wizualizacja)

Sojuz 4 (kod wywoławczy Амур - „Amur”) – radziecki pojazd kosmiczny, należący do programu Sojuz. Pojazd wystrzelono 14 stycznia 1969 z kosmonautą Władimirem Szatałowem na pokładzie. Celem misji było wykonanie manewru dokowania z kapsułą Sojuz 5, przyjęcie na pokład dwójki kosmonautów z tamtego statku i powrót. Manewru tego nie udało się z różnych powodów przeprowadzić podczas trzech poprzednich misji Sojuzów. 

## Załoga

### Podstawowa
- Władimir Szatałow (1)

### Rezerwowa
- Gieorgij Szonin (1)

### Druga rezerwowa
- Gieorgij Dobrowolski (1)

### Załoga lądująca
- Władimir Szatałow (1)
- Aleksiej Jelisiejew (1)
- Jewgienij Chrunow (1)

## Spacer kosmiczny
- Pierwsze wyjście: Jelisiejew i Chrunow
- Początek wyjścia: 16 stycznia 1969, 12:43:00 UTC
- Koniec wyjścia: 16 stycznia, 13:15 UTC
- Czas: 37 minut

## Przebieg misji
Pojazdy połączyły się 16 stycznia. Było to pierwsze udane dokowanie dwóch załogowych pojazdów kosmicznych. Jewgienij Chrunow i Aleksiej Jelisiejew natychmiast rozpoczęli na pokładzie Sojuza 5 przygotowania do wyjścia w przestrzeń, zakładając kombinezony Jastrieb. Boris Wołynow pozostał w swoim statku Sojuz 5, filmując przygotowania kolegów.
Podczas trzydziestego piątego okrążenia Ziemi, obaj kosmonauci opuścili swój pojazd. Był to dopiero drugi radziecki spacer kosmiczny. Po niewielkich trudnościach – jedna z lin Chrunowa zaplątała się – kosmonauci przeszli na pokład Sojuza 4, wchodząc przez służący jako śluza powietrzna moduł orbitalny pojazdu. Obie kapsuły rozdzieliły się po 4 godzinach i 35 minutach wspólnego lotu. Sojuz 4 wszedł w atmosferę i wylądował 100 km na południowy wschód od Karagandy w Kazachstanie 17 stycznia 1969. 
Powodzenie misji dowiodło, że wykonanie czynności przewidywanych w radzieckim programie księżycowym jest możliwe. Radziecki plan zakładał, że kosmonauta, który wyląduje na Księżycu, będzie musiał wykonać spacer kosmiczny między orbiterem a zacumowanym do niego lądownikiem – radzieckie pojazdy nie posiadały wewnętrznego połączenia.

## Incydent po powrocie
Po uroczystym powrocie kosmonautów do Moskwy 22 stycznia doszło do incydentu związanego z próbą zamachu na życie radzieckiego przywódcy Leonida Breżniewa. Po oficjalnym powitaniu kosmonautów na lotnisku Wnukowo-2 przez Breżniewa, mieli oni być zawiezieni na Kreml w celu ich uroczystej dekoracji. W drodze na Kreml, limuzyna ZiŁ-111G, w której jechali Szatałow, Jelisiejew, Chrunow, Wołynow i Gieorgij Bieriegowoj została ostrzelana z dwóch pistoletów przez dezertera z armii chorążego Wiktora Iljina (według innych źródeł, w samochodzie jechali Bieriegowoj, Leonow, Nikołajew i Tierieszkowa). Zamachowiec sądził, że samochodem jedzie Breżniew, który jednak jechał inną trasą. Kierowca Ilja Żarkow poniósł śmierć, lecz nikt z kosmonautów nie został ranny, z wyjątkiem Bieriegowoja lekko poranionego odłamkami szkła. Zamachowiec został uznany później za niepoczytalnego.